# 老虎滩海洋公园

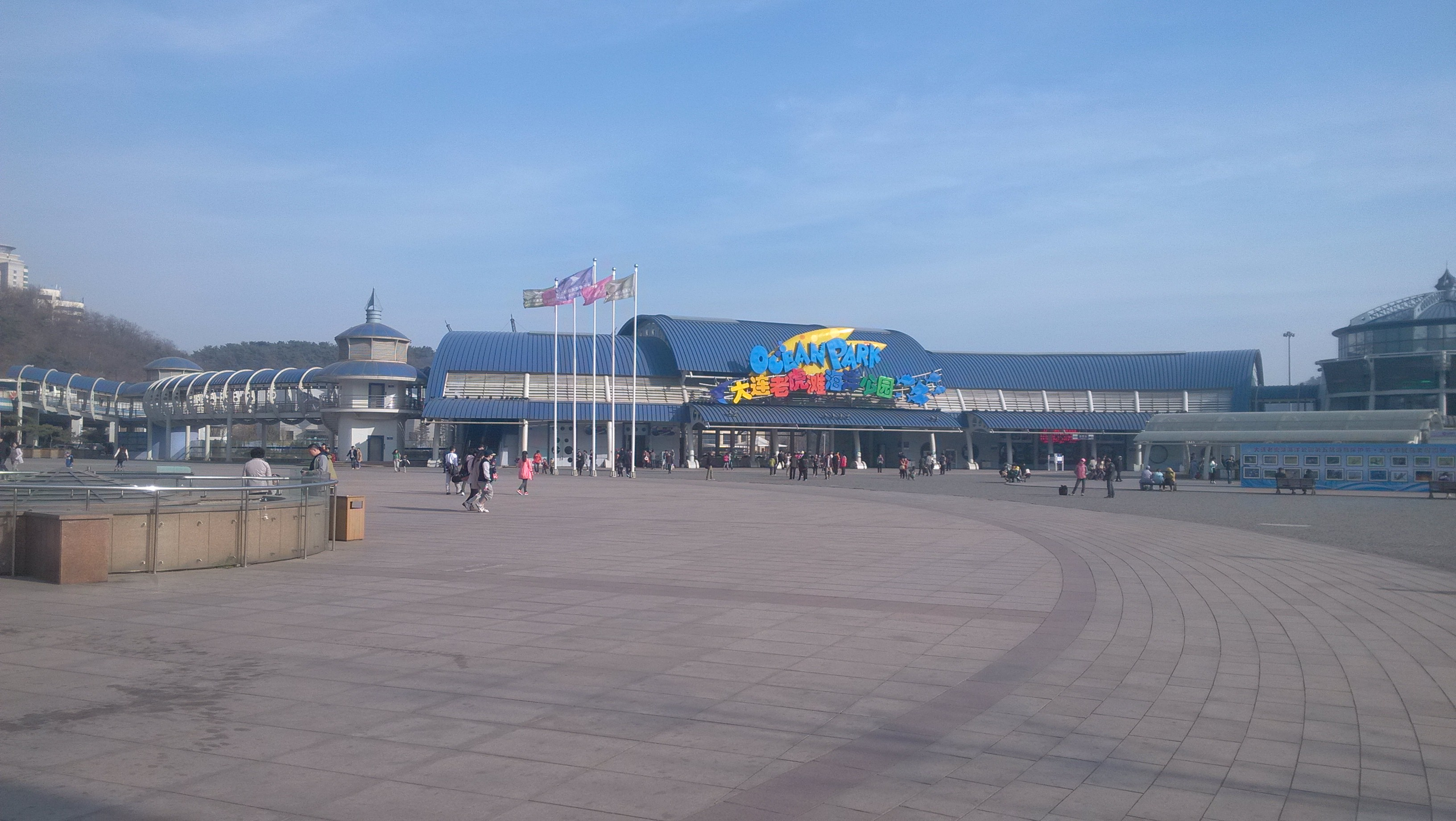
老虎滩海洋公园正门

大连老虎滩海洋公园位于大连市中山区滨海路沿线，是中华人民共和国国家5A级旅游景区。

## 历史沿革
大连老虎滩海洋公园原名虎滩乐园，其前身又可以追溯到原老虎滩公园。
老虎滩公园始建于1959年，原为一处散步风景区，后发展成为市级综合性海滨公园。1980年在公园东海建成浮码头，开办了海上游览项目。
秀月山庄公园始建于1984年，面积539.4公顷。东部与原老虎滩公园毗连，西部与傅家庄公园接壤。
1989年，秀月山庄公园并入老虎滩公园。1991年，老虎滩公园更名为大连虎滩乐园，1992年5月正式开园。
2002年8月8日，更名为大连老虎滩海洋公园，经由西瑞克石油（新加坡）有限公司、大连海昌集团和大连虎滩乐园共同投资建设，成为当时世界上规模最大的极地海洋动物馆。

## 图片

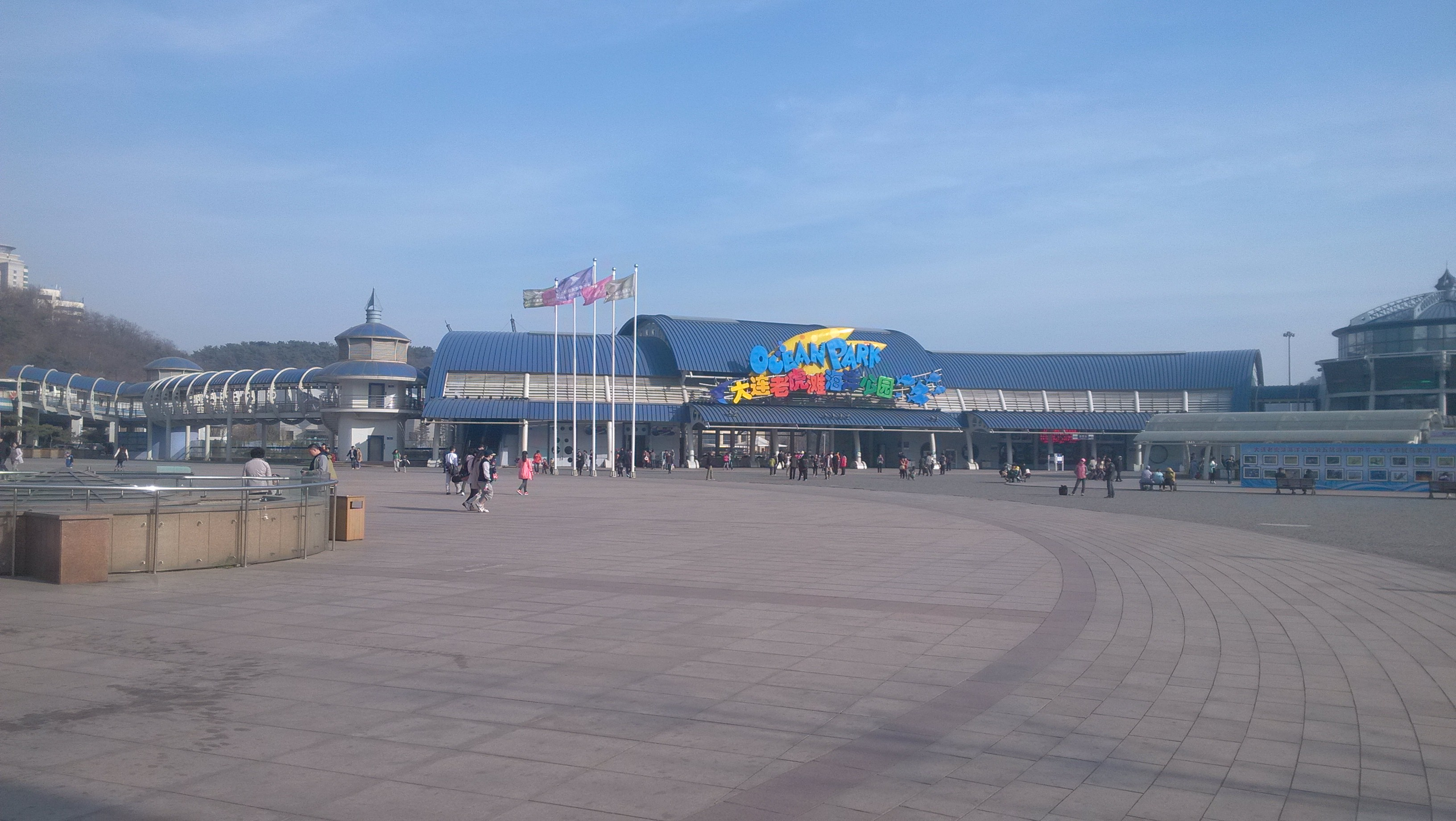
老虎滩海洋公园正门
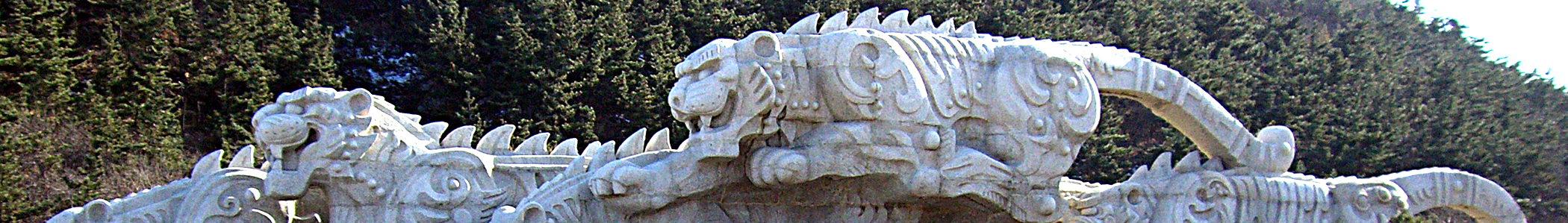
老虎滩海洋公园门外的五虎塑像
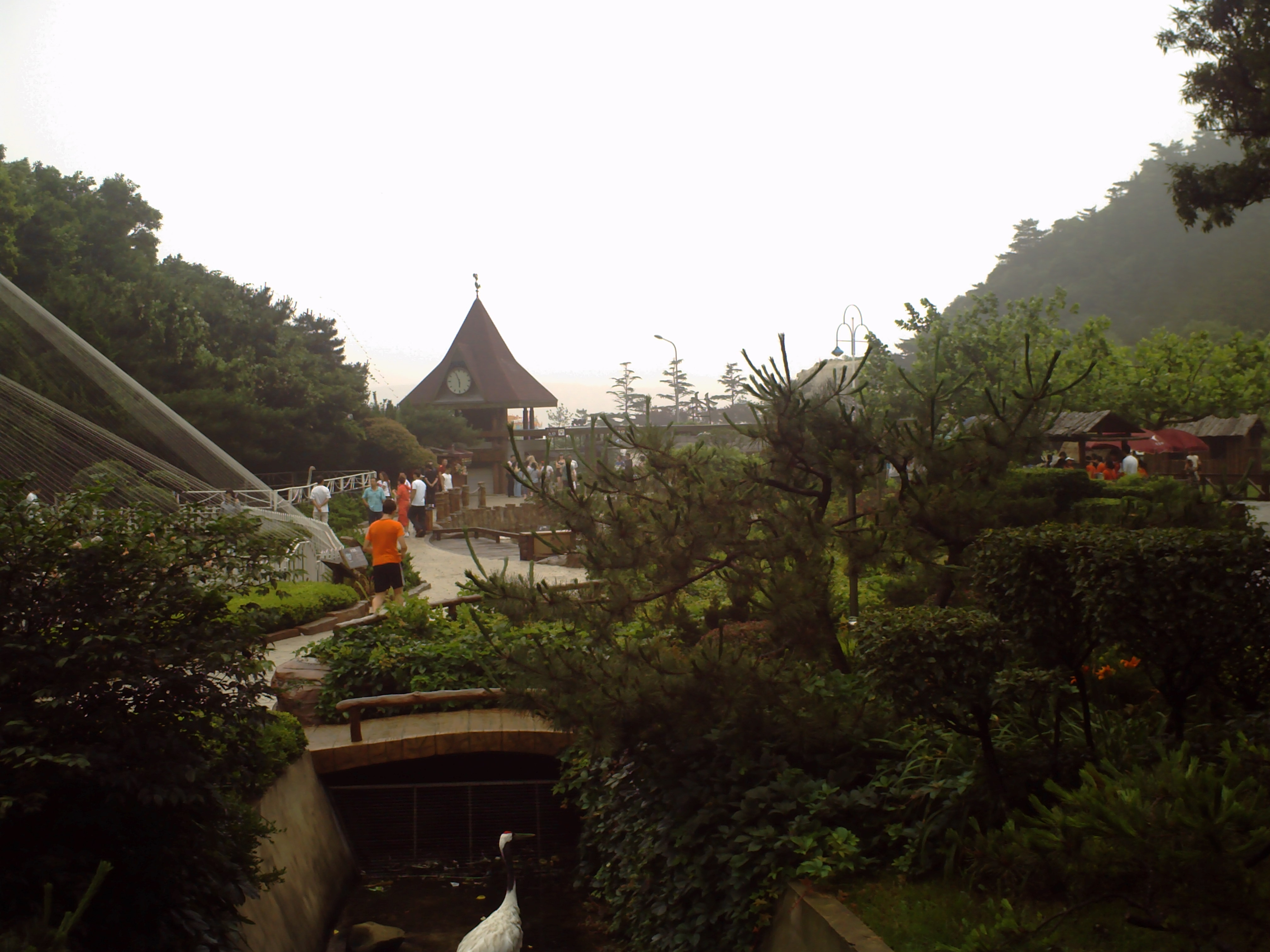
老虎滩海洋公园——鸟语林